# Marcos Celorrio
Marcos Celorrio Yecora (n. Logroño, 19 de febrero de 1997) más conocido como Marcos Celorrio es un futbolista español que juega en la demarcación de delantero. 

## Trayectoria
Celorrio nacido en Logroño, es un delantero formado en el fútbol base de la Real Sociedad de Fútbol al que llegó con 12 años y además sería internacional con España en las categorías inferiores.
En verano de 2017, llega a debutar con el Real Sociedad de Fútbol "B" en Segunda División B. En el "sanse" jugaría varias temporadas a las órdenes de Imanol Alguacil y más tarde de Xabi Alonso, formando parte de la generación del "97".
En enero de 2020, se marchó cedido al CD Calahorra aunque no se disputarían muchos partidos desde su llegada, pues se paró la competición por el virus Covid.
El 18 de junio de 2020, el canterano txuri urdin deja la entidad para fichar por el Sandefjord de la Eliteserien dirigido por el técnico español Martí Cifuentes.
El 12 de julio de 2020, en su primera titularidad con el Sandefjord, Marcos consiguió marcar su primer gol en la Primera División noruega. El delantero logroñés se estrenó desde el punto de penalti con un tanto que no pudo evitar la derrota de su equipo (3-1) en Bergen.
Tras un cúmulo de lesiones que le impiden seguir compitiendo, el jugador se retira enfocándose en su carrera profesional como abogado. En la actualidad, está especializado en derecho fiscal internacional. 

## Clubes
| Club                        | País    | Año       |
| --------------------------- | ------- | --------- |
| Real Sociedad de Fútbol "B" | España  | 2017-2020 |
| CD Calahorra (cedido)       | España  | 2020      |
| Sandefjord                  | Noruega | 2020-2022 |